# 牧野賤男

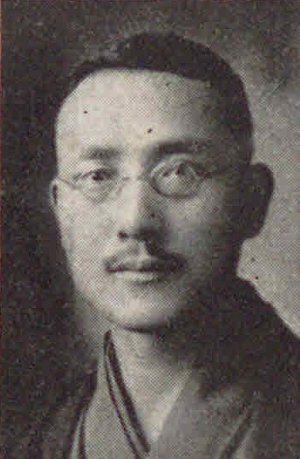
牧野賤男

牧野 賤男（まきの しずお、1875年（明治8年）2月26日 - 1943年（昭和18年）12月30日）は、日本の政治家で立憲政友会所属の衆議院議員、弁護士。大政翼賛会東京支部顧問。

## 経歴
新潟県佐渡郡相川町（現在の佐渡市）出身。牧野伸の三男。明治法律学校（現在の明治大学）法律科、東京法学院（現在の中央大学）高等研究科を卒業し、1898年（明治31年）に判事検事弁護士試験に合格した。司法官試補となった後、弁護士を開業。東京弁護士会副会長や帝国弁護士会理事を務めた。
下谷区会議員、東京市会議員、東京府会議員、同議長を歴任し、1928年（昭和3年）の第16回衆議院議員総選挙に出馬し、当選。以後、当選回数は6回を数えた。1931年（昭和6年）、犬養内閣が成立すると拓務参与官に任用された。

## 政策・主張

### 政見綱領
- 国防と産業の調和[4]
- 農漁村と中小商工業の賑救[4]
- 税制の改革[4]
- 経済外交と対支外交[4]
- 変体的官僚内閣の打倒[4]

## 人物
宗教は日蓮宗。克己と勇猛の精神を法華宗の開祖日蓮に求めた。趣味は俳句。頭脳明晰にして覇気に富み事ある毎に第一線に立って活動する人であった。

## 家族・親族
牧野家
新潟県佐渡郡相川町、東京市渋谷区鉢山町
- 父・伸[3]

父・伸は地方名望家だった。随鷗と号した。詩歌及び書が巧みであった。
- 兄・㐮一（新潟県平民、検事）[9]

1867年 -
牧野伸の長男。1890年（明治23年）、明治法律学校を卒業し代言人となった。1898年（明治31年）、家督を相続した。同年、判事に任ぜられた。1913年（大正2年）、検事に転じ1924年（大正13年）、退職した。
- 妻・カネ（群馬、前田政三の妹）[3]

1887年（明治20年） -
- 男・芳夫（弁護士）[3]

1905年（明治38年） -
- 男・文夫（中島飛行機会社病院外科勤務）[3]

1909年（明治42年） -
- 女[3]

## 著書
- 『私鉄事件弁論要旨』東京朝報社、1933年（昭和8年）[10]